# Lengerich, Nordrhein-Westfalen
Lengerich är en stad i den tyska delstaten Nordrhein-Westfalen. Den är belägen cirka 15 kilometer sydväst om Osnabrück vid Teutoburger Walds södra sluttning. Staden har cirka 23 000 invånare, på en yta av 91 kvadratkilometer.
Lengerich är en stad med omfattande maskin- och förpackningsindustri och med goda kommunikationer genom sitt läge omedelbart intill motorvägen A1 och huvudjärnvägen mellan Bremen och Ruhrområdet.